# Вулиця Маршала Москаленка (Київ)
Ву́лиця Ма́ршала Москале́нка — вулиця в Дарницькому районі міста Києва, житловий масив Осокорки. Пролягає від вулиці Григорія Ващенка до кінця забудови. 

## Історія
Назва на честь Маршала Радянського Союзу, двічі Героя Радянського Союзу Кирила Москаленка — з 1998 року.
Розплановано 2013 року, забудову не розпочато.